# Catonia saltator
Catonia saltator är en insektsart som beskrevs av Ronald Gordon Fennah 1950. Catonia saltator ingår i släktet Catonia och familjen vedstritar. Inga underarter finns listade i Catalogue of Life.